# 鈴木紫帆里
鈴木 紫帆里（すずき しほり、1994年〈平成6年〉2月17日 - ）は、日本の元アイドル。女性アイドルグループ・AKB48の元メンバーである。神奈川県出身。元AKS所属。

## 略歴
2008年12月、『AKB48 第四回研究生（7期生）オーディション』に合格。
2009年1月23日、チームK 4th Stage「最終ベルが鳴る」公演で「ごめんね ジュエル」にバックダンサーとしてデビュー。
同年8月23日の『組閣祭り』において、新生チームBに昇格することが発表されるが、同月29日の研究生公演において、活動の辞退を発表。翌30日のチームB公演へのアンダー出演が、7期研究生時代最後の劇場公演となる。
同年9月20日、東京ビッグサイトで開催された握手会に参加。このイベントをもって、一旦AKB48から卒業。
2010年7月、『AKB48 第八回研究生（11期生）オーディション』に合格し、研究生候補となる。
同年10月10日に葛西臨海公園で開催された野外ライブ「AKB48東京秋祭り」において11期研究生としてお披露目され、1年2か月ぶりにAKB48のメンバーとして復帰することになった。同月30日、チーム研究生公演に7期研究生時代最後の出演から436日ぶりの劇場公演に出演。
2011年1月20日、研究生が出演する『有吉AKB共和国』（TBS）に11期生としては初めてスタジオ収録に参加した。翌週にはロケにも参加している。
同年5月21日、チームB 5th Stage「シアターの女神」公演においてチームBへ昇格することが発表された（11期生初の昇格）。
同年11月8日、左大腿直筋腱々鞘炎のため、約1か月の間劇場公演を休むことを発表。
2012年3月2日、Google+の秋元康の投稿においてぐぐたす選抜が発表され、9人目のメンバーとしてぐぐたす選抜入りを果たす。
同年8月24日に開催された『AKB48 in TOKYO DOME 〜1830mの夢〜』初日公演において、チームKに異動することが発表された。
同年9月17日、ファッションイベント『東京ランウェイ』に小森美果とともに出演。
11月1日よりチームKに異動。チームKウェイティング公演のスターティングメンバーとして新チームでの活動を開始する。
2014年2月27日、鈴木の生誕祭が行われたチームK「最終ベルが鳴る」公演において、同年4月より大学に入学することを発表。
2015年2月16日、鈴木の生誕祭が行われたチームK「RESET」公演においてAKB48卒業を発表。
同年5月30日に行われたAKB48の4thアルバム『ここがロドスだ、ここで跳べ!』発売記念の大写真会をもってAKB48を卒業するとともに芸能界を引退。
2017年12月15日、AKB48劇場で行われた「佐藤すみれ AKB48劇場ファイナル特別公演〜あの頃のすーめろでぃー〜」に出演した。

## 人物
- 公式発表の出身地は神奈川県で、最も長く住んでいる。
- ブランドのイメージモデルになること、自らブランドを立ち上げることを目標としている[13]。
- AKB48の岩立沙穂は短大の先輩、NGT48の西潟茉莉奈は同級生である[要出典]。
- 短大卒業後は2018年7月現在、航空会社のグランドスタッフとして勤務している（第1志望の業種であった）。

### AKB48
- 正規メンバーに昇格後も研究生時代に引き続き『チームA 6th Stage「目撃者」』公演は2011年6月12日、『チームK 6th Stage「RESET」』公演では同年7月19日までアンダーとして出演していた。
- AKB48在籍時は、研究生を含めたAKB48メンバーの中で身長が最も高かった。
- SKE48が好きで、SKE48公式メール（SKE48 Mail）を利用していた（平松可奈子・中西優香・高柳明音・矢方美紀・山田恵里伽）[14]。
- 大島チームK在籍時は、メンバーでは唯一、全ての劇場通常公演に出演した[15]。
- 第10期研究生だった金澤有希と仲が良く、互いの卒業後も交友が続いている[16]。

## AKB48在籍時の参加楽曲

### シングルCD選抜楽曲
- 「チャンスの順番」に収録
  - フルーツ・スノウ - 「チーム研究生」名義
- 「桜の木になろう」に収録
  - 黄金センター - 「チーム研究生」名義
- 「Everyday、カチューシャ」に収録
  - アンチ - 「チーム研究生」名義
- 「風は吹いている」に収録
  - Vamos - 「アンダーガールズ ばら組」名義
- 「上からマリコ」に収録
  - 呼び捨てファンタジー - 「チームB」名義
- 「GIVE ME FIVE!」に収録
  - ユングやフロイトの場合 - 「スペシャルガールズC」名義
- 「真夏のSounds good !」に収録
  - ぐぐたすの空
- 「ギンガムチェック」に収録
  - あの日の風鈴 - 「ウェイティングガールズ」名義
- 「UZA」に収録
  - スクラップ&ビルド - 「チームK」名義
- 「永遠プレッシャー」に収録
  - 私たちのReason
- 「So long !」に収録
  - 夕陽マリー - 「大島TeamK」名義
- 「さよならクロール」に収録
  - How come ? - 「Team K」名義
- 「ハート・エレキ」に収録
  - 細雪リグレット - 「Team K」名義
- 「前しか向かねえ」に収録
  - 君の嘘を知っていた - 「Beauty Giraffes」名義
- 「ラブラドール・レトリバー」に収録
  - 愛しきライバル - 「Team K」名義
- 「希望的リフレイン」に収録
  - 初めてのドライブ - 「Team K」名義
  - Reborn - 「チームサプライズ」名義

### アルバムCD選抜楽曲
- 『ここにいたこと』に収録
  - High school days　- 「チーム研究生」名義
  - ここにいたこと - 「AKB48+SKE48+SDN48+NMB48」名義
- 『1830m』に収録
  - ノーカン - 「チームB」名義
  - 青空よ 寂しくないか? - 「AKB48+SKE48+NMB48+HKT48」名義
- 『次の足跡』に収録
  - 共犯者 - 「Team K」名義
- 『ここがロドスだ、ここで跳べ!』に収録
  - Conveyor - 「横山Team K」名義

### 劇場公演ユニット曲
チームB 4th Stage「アイドルの夜明け」
- 片思いの対角線
※バックダンサー / 仁藤萌乃のアンダー

研究生「アイドルの夜明け」公演
- 片思いの対角線（途中降板）

チームK 4th Stage「最終ベルが鳴る」
- ごめんねジュエル（バックダンサー）

チームA 5th Stage「恋愛禁止条例」
- スコールの間に（バックダンサー）
- 真夏のクリスマスローズ（バックダンサー）
- 黒い天使
※藤江れいなのポジションのアンダーとして前田敦子休演時に出演

チームK 5th Stage「逆上がり」
- 愛の色
※宮澤佐江のアンダー

研究生「シアターの女神」公演
- キャンディー

チームB 5th Stage「シアターの女神」
正規メンバー昇格前
- ロマンスかくれんぼ（前座ガール）
- 嵐の夜には
※鈴木まりやのアンダー
- キャンディー
※河西智美のアンダー

チームB昇格後
- 初恋よ こんにちは
※旧・奥真奈美ポジション

チームA 6th Stage「目撃者」
- サボテンとゴールドラッシュ
※篠田麻里子のアンダー

チームK 6th Stage「RESET」
- 檸檬の年頃（前座ガールズ）
- 奇跡は間に合わない
※宮澤佐江のアンダー
- 明日のためにキスを
※秋元才加のアンダー

THEATRE G-ROSSO 「夢を死なせるわけにいかない」公演
- 初めてのジェリービーンズ
※前田敦子のアンダー

大島チームK ウェイティング公演
- 向日葵（ひまわり組 1st Stage「僕の太陽」公演、大島麻衣のポジション）
- あなたとクリスマスイブ
※板野友美のユニットアンダー
- Glory days（チームS 2nd Stage「手をつなぎながら」公演、桑原みずき・中西優香のポジション）
※藤田奈那・中田ちさとのユニットアンダー
- 片思いの対角線（チームB 4th Stage「アイドルの夜明け」公演、仁藤萌乃のポジション）
※増田有華と仲谷明香卒業後、北原里英のユニットアンダー
- エンドロール（チームK 5th Stage「逆上がり」公演、野呂佳代のポジション）

 チームKウェイティング公演II「最終ベルが鳴る」公演
- ごめんね ジュエル
- リターンマッチ
※松井珠理奈・島田晴香のユニットアンダー

梅田チームB ウェイティング公演
- 涙に沈む太陽（チームサプライズ 「重力シンパシー」公演、篠田麻里子・宮澤佐江のポジション）
※大場美奈・高城亜樹のアンダー

横山チームK「RESET」公演
- 奇跡は間に合わない
※兒玉遥休演時には兒玉のポジションにスライド
- 明日のためにキスを
※横山由依のユニットアンダー

## 出演

### テレビドラマ
- マジすか学園2 最終話（2011年7月1日、テレビ東京） - シホリ 役
- So long ! 第2夜（2013年2月12日、日本テレビ）

### ファッションショー
- 東京ランウェイ（2012年9月17日、神戸ワールド記念ホール）

### その他
- 「前のめり」（SKE48） - 振付アシスタントとして参加[17]

## 書籍

### カレンダー
- 鈴木紫帆里 2012年カレンダー（2011年11月19日、ハゴロモ）
- 卓上 鈴木紫帆里 2013年カレンダー（2012年12月7日、ハゴロモ）
- 卓上 鈴木紫帆里 2014年カレンダー（2013年12月6日、ハゴロモ）